# Prémio Somerset Maugham
O Prémio Somerset Maugham é um prémio literário Britânico anual atribuído pela Sociedade Britânica de Autores. É concedido ao melhor escritor ou escritores de um livro publicado no ano anterior, que esteja sob a idade de 35 anos. O prémio foi instituído em 1947 por William Somerset Maugham e, assim, possui o seu nome. O prémio destina-se a ser gasto em viagens ao exterior. O total do fundo para cada ano é de 12.000 libras.
Desde 1964 vencedores múltiplos são escolhidos no mesmo ano. Em 1975, e, em 2012, o prémio não foi dado. Por duas vezes o prémio foi vencido pelo filho de um antigo vencedor: Kingsley Amis (vencedor em 1955) foi o pai de Martin Amis (1974), e Nigel Kneale (1950), o pai de Mateus Kneale (1988).

## Vencedores
| Ano  | Autor                  | Livro                                                                                                   |
| ---- | ---------------------- | --- |
| 1947 | A. L. Barker           | Innocents                                                                                               |
| 1948 | P. H. Newby            | Journey to the Interior                                                                                 |
| 1949 | Hamish Henderson       | Elegies for the Dead in Cyrenaica                                                                       |
| 1950 | Nigel Kneale           | Tomato Cain & Other Stories                                                                             |
| 1951 | Roland Camberton       | Scamp                                                                                                   |
| 1952 | Francis King           | The Dividing Stream                                                                                     |
| 1953 | Emyr Humphreys         | Hear and Forgive                                                                                        |
| 1954 | Doris Lessing          | Five |
| 1955 | Kingsley Amis          | Lucky Jim                                                                                               |
| 1956 | Elizabeth Jennings     | A Way of Looking                                                                                        |
| 1957 | George Lamming         | In the Castle of My Skin                                                                                |
| 1958 | John Wain              | Preliminary Essays                                                                                      |
| 1959 | Thom Gunn              | A Sense Of Movement                                                                                     |
| 1960 | Ted Hughes             | The Hawk in the Rain                                                                                    |
| 1961 | V. S. Naipaul          | Miguel Street                                                                                           |
| 1962 | Hugh Thomas            | The Spanish Civil War                                                                                   |
| 1963 | David Storey           | Flight Into Camden                                                                                      |
| 1964 | Dan Jacobson           | Time of Arrival                                                                                         |
| 1964 | John le Carré          | The Spy Who Came In From the Cold                                                                       |
| 1965 | Peter Everett          | Negatives                                                                                               |
| 1966 | Michael Frayn          | The Tin Men                                                                                             |
| 1966 | Julian Mitchell        | The White Father                                                                                        |
| 1967 | B. S. Johnson          | Trawl                                                                                                   |
| 1967 | Andrew Sinclair        | The Better Half                                                                                         |
| 1968 | Paul Bailey            | At The Jerusalem                                                                                        |
| 1968 | Seamus Heaney          | Death of a Naturalist                                                                                   |
| 1969 | Angela Carter          | Several Perceptions                                                                                     |
| 1970 | Jane Gaskell           | A Sweet Sweet Summer                                                                                    |
| 1970 | Piers Paul Read        | Monk Dawson                                                                                             |
| 1971 | Susan Hill             | I'm the King of the Castle                                                                              |
| 1971 | Richard Barber         | The Knight and Chivalry                                                                                 |
| 1971 | Michael Hastings       | Tussy Is Me                                                                                             |
| 1972 | Douglas Dunn           | Terry Street                                                                                            |
| 1972 | Gillian Tindall        | Fly Away Home                                                                                           |
| 1973 | Peter Prince           | Play Things                                                                                             |
| 1973 | Paul Strathern         | A Season in Abyssinia                                                                                   |
| 1973 | Jonathan Street        | Prudence Dictates                                                                                       |
| 1974 | Martin Amis            | The Rachel Papers                                                                                       |
| 1975 | Sem prémio             | Sem prémio                                                                                              |
| 1976 | Dominic Cooper         | The Dead of Winter                                                                                      |
| 1976 | Ian McEwan             | First Love, Last Rites                                                                                  |
| 1977 | Richard Holmes         | Shelley: The Pursuit                                                                                    |
| 1978 | Tom Paulin             | A State of Justice                                                                                      |
| 1978 | Nigel Williams         | My Life Closed Twice                                                                                    |
| 1979 | Helen Hodgman          | Jack & Jill                                                                                             |
| 1979 | Sara Maitland          | Daughter of Jerusalem                                                                                   |
| 1980 | Max Hastings           | Bomber Command                                                                                          |
| 1980 | Christopher Reid       | Arcadia                                                                                                 |
| 1980 | Humphrey Carpenter     | The Inklings                                                                                            |
| 1981 | Julian Barnes          | Metroland                                                                                               |
| 1981 | Clive Sinclair         | Hearts of Gold                                                                                          |
| 1981 | A. N. Wilson           | The Healing Art                                                                                         |
| 1982 | William Boyd           | A Good Man in Africa                                                                                    |
| 1982 | Adam Mars-Jones        | Lantern Lecture                                                                                         |
| 1983 | Lisa St Aubin de Teran | Keepers of the House                                                                                    |
| 1984 | Peter Ackroyd          | The Last Testament of Oscar Wilde                                                                       |
| 1984 | Timothy Garton Ash     | The Polish Revolution: Solidarity                                                                       |
| 1984 | Sean O'Brien           | The Indoor Park                                                                                         |
| 1985 | Blake Morrison         | Dark Glasses                                                                                            |
| 1985 | Jeremy Reed            | By the Fisheries                                                                                        |
| 1985 | Jane Rogers            | Her Living Image                                                                                        |
| 1986 | Patricia Ferguson      | Family Myths and Legends                                                                                |
| 1986 | Adam Nicolson          | Frontiers                                                                                               |
| 1986 | Tim Parks              | Tongues of Flame                                                                                        |
| 1987 | Stephen Gregory        | The Cormorant                                                                                           |
| 1987 | Janni Howker           | Isaac Campion                                                                                           |
| 1987 | Andrew Motion          | The Lamberts                                                                                            |
| 1988 | Jimmy Burns            | The Land That Lost Its Heroes                                                                           |
| 1988 | Carol Ann Duffy        | Selling Manhattan                                                                                       |
| 1988 | Matthew Kneale         | Whore Banquets                                                                                          |
| 1989 | Rupert Christiansen    | Romantic Affinities                                                                                     |
| 1989 | Alan Hollinghurst      | The Swimming Pool Library                                                                               |
| 1989 | Deirdre Madden         | The Birds of the Innocent Wood                                                                          |
| 1990 | Mark Hudson            | Our Grandmothers' Drums                                                                                 |
| 1990 | Sam North              | The Automatic Man                                                                                       |
| 1990 | Nicholas Shakespeare   | The Vision of Elena Silves                                                                              |
| 1991 | Peter Benson           | The Other Occupant                                                                                      |
| 1991 | Lesley Glaister        | Honour Thy Father                                                                                       |
| 1991 | Helen Simpson          | Four Bare Legs in a Bed                                                                                 |
| 1992 | Geoff Dyer             | But Beautiful                                                                                           |
| 1992 | Lawrence Norfolk       | Lemprière's Dictionary                                                                                  |
| 1992 | Gerard Woodward        | Householder                                                                                             |
| 1993 | Dea Birkett            | Jella                                                                                                   |
| 1993 | Duncan McLean          | Bucket of Tongues                                                                                       |
| 1993 | Glyn Maxwell           | Out of the Rain                                                                                         |
| 1994 | Jackie Kay             | Other Lovers                                                                                            |
| 1994 | A. L. Kennedy          | Looking For the Possible Dance                                                                          |
| 1994 | Philip Marsden         | Crossing Place                                                                                          |
| 1995 | Patrick French         | Younghusband                                                                                            |
| 1995 | Simon Garfield         | The End of Innocence                                                                                    |
| 1995 | Kathleen Jamie         | The Queen of Sheba                                                                                      |
| 1995 | Laura Thompson         | The Dogs                                                                                                |
| 1996 | Katherine Pierpoint    | Truffle Beds                                                                                            |
| 1996 | Alan Warner            | Morvern Callar                                                                                          |
| 1997 | Rhidian Brook          | The Testimony of Taliesin Jones                                                                         |
| 1997 | Kate Clanchy           | Slattern                                                                                                |
| 1997 | Philip Hensher         | Kitchen Venom                                                                                           |
| 1997 | Francis Spufford       | I May Be Some Time                                                                                      |
| 1998 | Rachel Cusk            | The Country Life                                                                                        |
| 1998 | Jonathan Rendall       | This Bloody Mary Is the Last Thing I Own                                                                |
| 1998 | Kate Summerscale       | The Queen of Whale Cay                                                                                  |
| 1998 | Robert Twigger         | Angry White Pyjamas                                                                                     |
| 1999 | Andrea Ashworth        | Once in a House on Fire                                                                                 |
| 1999 | Paul Farley            | The Boy from the Chemist is Here to See You                                                             |
| 1999 | Giles Foden            | The Last King of Scotland                                                                               |
| 1999 | Jonathan Freedland     | Bring Home the Revolution                                                                               |
| 2000 | Bella Bathurst         | The Lighthouse Stevensons                                                                               |
| 2000 | Sarah Waters           | Affinity                                                                                                |
| 2001 | Edward Platt           | Leadville                                                                                               |
| 2001 | Ben Rice               | Pobby and Dingan                                                                                        |
| 2002 | Charlotte Hobson       | Black Earth City                                                                                        |
| 2002 | Marcel Theroux         | The Paperchase                                                                                          |
| 2003 | William Fiennes        | The Snow Geese                                                                                          |
| 2003 | Hari Kunzru            | The Impressionist                                                                                       |
| 2003 | Jon McGregor           | If Nobody Speaks of Remarkable Things                                                                   |
| 2004 | Charlotte Mendelson    | Daughters of Jerusalem                                                                                  |
| 2004 | Mark Blayney           | Two Kinds of Silence                                                                                    |
| 2004 | Robert Macfarlane      | Mountains of the Mind                                                                                   |
| 2005 | Justin Hill            | Passing Under Heaven                                                                                    |
| 2005 | Maggie O'Farrell       | The Distance Between Us                                                                                 |
| 2006 | Chris Cleave           | Incendiary                                                                                              |
| 2006 | Zadie Smith            | On Beauty                                                                                               |
| 2006 | Owen Sheers            | Skirrid Hill                                                                                            |
| 2007 | Horatio Clare          | Running For The Hills                                                                                   |
| 2007 | James Scudamore        | The Amnesia Clinic                                                                                      |
| 2008 | Steven Hall            | The Raw Shark Texts                                                                                     |
| 2008 | Nick Laird             | On Purpose                                                                                              |
| 2008 | Gwendoline Riley       | Joshua Spassky                                                                                          |
| 2008 | Adam Thirlwell         | Miss Herbert (US title: The Delighted States)                                                           |
| 2009 | Adam Foulds            | The Broken Word                                                                                         |
| 2009 | Alice Albinia          | Empires of the Indus                                                                                    |
| 2009 | Rodge Glass            | Alasdair Gray: A Secretary's Biography                                                                  |
| 2009 | Henry Hitchings        | The Secret Life of Words                                                                                |
| 2009 | Thomas Leveritt        | The Exchange-Rate Between Love and Money                                                                |
| 2009 | Helen Walsh            | Once Upon a Time in England                                                                             |
| 2010 | Jacob Polley           | Talk of the Town                                                                                        |
| 2010 | Helen Oyeyemi          | White is for Witching                                                                                   |
| 2010 | Ben Wilson             | What Price Liberty?                                                                                     |
| 2011 | Miriam Gamble          | The Squirrels Are Dead                                                                                  |
| 2011 | Alexandra Harris       | Romantic Moderns                                                                                        |
| 2011 | Adam O’Riordan         | In the Flesh                                                                                            |
| 2012 | Sem prémio             | Sem prémio                                                                                              |
| 2013 | Ned Beauman            | The Teleportation Accident                                                                              |
| 2013 | Abi Curtis             | The Glass Delusion                                                                                      |
| 2013 | Joe Stretch            | The Adult                                                                                               |
| 2013 | Lucy Wood              | Diving Belles                                                                                           |
| 2014 | Nadifa Mohamed         | The Orchard of Lost Souls                                                                               |
| 2014 | Daisy Hildyard         | Hunters in the Snow Grass                                                                               |
| 2014 | Amy Sackville          | Orkney                                                                                                  |
| 2015 | Jonathan Beckman       | How to Ruin a Queen: Marie Antoinette, the Stolen Diamonds and the Scandal that Shook the French Throne |
| 2015 | Liz Berry              | Black Country                                                                                           |
| 2015 | Ben Brooks             | Lolito                                                                                                  |
| 2015 | Zoe Pilger             | Eat My Heart Out                                                                                        |
| 2016 | Jessie Greengrass      | An Account Of The Decline Of The Great Auk, According To One Who Saw It                                 |
| 2016 | Daisy Hay              | Mr & Mrs Disraeli: A Strange Romance                                                                    |
| 2016 | Andrew McMillan        | Physical                                                                                                |
| 2016 | Thomas Morris          | We Don't Know What We're Doing                                                                          |
| 2016 | Jack Underwood         | Happiness                                                                                               |
| 2017 | Edmund Gordon          | The Invention of Angela Carter                                                                          |
| 2017 | Melissa Lee-Houghton   | Sunshine                                                                                                |
| 2017 | Martin MacInnes        | Infinite Ground                                                                                         |